# Tôn giáo và phá thai
Nhiều truyền thống tôn giáo đã có quan điểm về phá thai, nhưng các quan điểm này ít khi là tuyệt đối. Những lập trường này trải dài trên một phạm vi rộng, dựa trên nhiều giáo lý, vị thần, hoặc kinh sách tôn giáo, và một số quan điểm đó được ghi lại dưới đây.

## Đức tin Baha'i
Người Bahá'í thường cấm phá thai với mục đích loại bỏ một đứa trẻ không mong muốn và triệt sản vĩnh viễn trừ khi có lý do y tế nào đó. Hiện tại, người Bahá'í được khuyến khích quyết định dựa trên lương tâm của họ theo hướng dẫn chung được tìm thấy trong các bài viết của người Bahá'í.

## Phật giáo
Không có một quan điểm Phật giáo duy nhất liên quan đến việc phá thai. Một số nguồn truyền thống, bao gồm một số quy tắc tu viện Phật giáo, cho rằng sự sống bắt đầu từ khi thụ thai, và việc phá thai sau đó sẽ liên quan đến việc cố ý hủy hoại sự sống, nên phá thai bị bác bỏ. Vấn đề phức tạp là niềm tin của Phật giáo cho rằng "cuộc sống là một chuỗi liên tục không có điểm khởi đầu rõ ràng".  Trong số các Phật tử, không có quan điểm chính thức hoặc được ưu tiên nào liên quan đến việc phá thai.
Đức Đạt Lai Lạt Ma đã nói rằng phá thai là "tiêu cực", nhưng vẫn có ngoại lệ. Ông nói, "Tôi nghĩ việc phá thai nên được chấp thuận hoặc không được chấp thuận tùy theo từng trường hợp." 
Kích thai hay nói cách khác là gây ra phá thai được coi là một vấn đề nghiêm trọng trong các quy tắc tu viện được tuân theo bởi các tu sĩ Nguyên thủy và Kim cương thừa; các nhà sư và nữ tu sĩ phải bị đuổi ra khỏi tu viện néu đã hỗ trợ một phụ nữ phá thai. Các nguồn tài liệu truyền thống không thừa nhận sự khác biệt giữa phá thai sớm và muộn, nhưng ở Sri Lanka và Thái Lan, "sự kỳ thị đạo đức" liên quan đến việc phá thai lớn lên cùng với sự phát triển của thai nhi.  Trong khi các nguồn truyền thống dường như không nhận thức được khả năng phá thai có liên quan đến sức khỏe của người mẹ, các giảng viên Phật giáo hiện đại từ nhiều truyền thống - và luật phá thai ở nhiều quốc gia Phật giáo - công nhận mối đe dọa đối với tính mạng hoặc sức khỏe thể chất của người mẹ như một lời biện minh có thể chấp nhận được cho việc phá thai là một vấn đề thực tế, mặc dù nó vẫn có thể bị coi là một hành động có hậu quả tiêu cực về đạo đức hoặc nghiệp quả.

## Ki tô giáo
Có sự bất đồng về học thuật về cách các tín đồ Ki-tô giáo ban đầu cảm thấy về việc phá thai và không có quy định rõ ràng nào về việc cấm phá thai trong sách "Cựu ước" hoặc "Tân ước" của Kinh thánh Cơ đốc. Một số học giả đã kết luận rằng những Cơ đốc nhân thời kỳ đầu có lập trường sắc thái về cái mà ngày nay được gọi là phá thai, và rằng vào những thời điểm khác nhau, và ở những nơi riêng biệt, những Cơ đốc nhân sơ khai đã có những lập trường khác nhau. Các học giả khác đã kết luận rằng các Cơ đốc nhân thời kỳ đầu coi phá thai là một tội lỗi ở mọi giai đoạn; mặc dù có sự bất đồng trong suy nghĩ của họ về loại tội lỗi nào  và tội trọng mà nó mắc phải như thế nào, nó ít nhất được coi là nghiêm trọng như sự vô luân. Một số Cơ đốc nhân thời kỳ đầu tin rằng phôi thai không có linh hồn từ khi thụ thai, và do đó, ý kiến phân biệt về việc liệu phá thai sớm có phải là tội giết người hay tương đương về mặt đạo đức với tội giết người.
Các hội đồng nhà thờ ban đầu trừng phạt phụ nữ vì tội phá thai kết hợp với các tội phạm tình dục khác, cũng như những người sản xuất thuốc phá thai, nhưng, giống như một số Giáo phụ thời đầu của Giáo hội như Basilio Cả, không phân biệt giữa "đã hình thành" và "chưa được định hình “bào thai. Trong khi Gregory thành Nyssa và Maximus the Confessor cho rằng sự sống của con người đã bắt đầu từ lúc thụ thai, Augustine ở Hippo khẳng định các khái niệm của Aristotle về việc chôn cất xảy ra một thời gian sau khi thụ thai, sau đó phá thai được coi là giết người, trong khi vẫn duy trì lên án việc phá thai bất cứ lúc nào kể từ khi thụ thai trở đi. Aquinas nhắc lại quan điểm của Aristotle về các linh hồn liên tiếp: thực vật, động vật và lý trí. Đây sẽ là quan điểm của Giáo hội Công giáo cho đến năm 1869, khi giới hạn của việc tự động vạ tuyệt thông đối với việc phá thai một thai nhi đã được hình thành bị loại bỏ, một sự thay đổi được hiểu như một lời tuyên bố ngầm rằng thụ thai là thời điểm xảy ra. Hầu hết các sám hối ban đầu đều áp đặt các đền tội ngang nhau cho việc phá thai dù là sớm hay muộn, nhưng các đền tội sau này vào thời Trung cổ thường phân biệt giữa hai loại, áp đặt các đền tội nặng hơn cho những trường hợp phá thai muộn và một sự đền tội ít nghiêm trọng hơn được áp dụng cho tội phá thai. "trước khi [bào thai] có sự sống". 
Các giáo phái Cơ đốc đương thời có những lập trường, tư tưởng và giáo lý sắc thái về phá thai, đặc biệt là trong các tình tiết giảm nhẹ. Nhà thờ Công giáo, Chính thống giáo Đông phương  Chính thống giáo cổ Đông phương, và hầu hết những người theo đạo phúc âm Tin lành phản đối việc cố ý phá thai là trái đạo đức, đồng thời cho phép cái mà đôi khi được gọi là phá thai gián tiếp, tức là một hành động không tìm kiếm. cái chết của bào thai như một kết thúc hoặc một phương tiện, nhưng sau đó là cái chết như một tác dụng phụ. Một số giáo phái Tin lành chính như Giáo hội Giám lý, Giáo hội Thống nhất của Chúa Kitô, Giáo hội Trưởng lão (Hoa Kỳ), và Giáo hội Tin lành Luther của Hoa Kỳ, trong số những giáo phái khác, được cho phép phá thai nhiều hơn. Tổng quát hơn, một số giáo phái Cơ đốc có thể được coi là chống phá thai, trong khi những giáo phái khác có thể ủng hộ quyền phá thai. Ngoài ra, có một số thiểu số khá lớn trong một số giáo phái không đồng ý với quan điểm của giáo phái về vấn đề phá thai.

## Ấn Độ giáo
Các kinh sách cổ điển của Ấn Độ giáo lên án mạnh mẽ việc phá thai. Tập đoàn Phát thanh truyền hình Anh viết, "Khi xem xét việc phá thai, cách của người Hindu là chọn hành động ít gây tổn hại nhất cho tất cả những người có liên quan: người mẹ và người cha, thai nhi và xã hội." BBC tiếp tục nói rằng, "Tuy nhiên, trên thực tế, phá thai được thực hiện trong văn hóa Ấn Độ giáo ở Ấn Độ, bởi vì luật cấm phá thai của tôn giáo đôi khi bị phủ nhận bởi văn hóa ưa thích con trai. Điều này có thể dẫn đến việc phá thai để ngăn chặn sự ra đời của các trẻ em gái, được gọi là 'thuốc diệt phụ nữ'. "  Các học giả Hindu và những người ủng hộ quyền phụ nữ đã ủng hộ các lệnh cấm phá thai chọn lọc giới tính. Một số người theo đạo Hindu ủng hộ việc phá thai trong trường hợp tính mạng của người mẹ sắp gặp rủi ro hoặc khi thai nhi có dị tật phát triển đe dọa tính mạng.
Một số nhà thần học Ấn Độ giáo và Brahma Kumaris tin rằng con người bắt đầu từ ba tháng và phát triển đến năm tháng của thai kỳ, có thể ngụ ý cho phép phá thai đến tháng thứ ba và coi bất kỳ phá thai nào sau tháng thứ ba là hủy hoại cơ thể hiện tại của linh hồn.

## Hồi giáo
Mặc dù có nhiều ý kiến khác nhau giữa các học giả Hồi giáo về thời điểm bắt đầu sự sống và khi nào được phép phá thai, hầu hết đều đồng ý rằng việc chấm dứt thai kỳ sau 120 ngày - thời điểm mà tại đó, thai nhi được cho là trở thành linh hồn sống - là không được phép. Một số nhà tư tưởng Hồi giáo cho rằng trong những trường hợp trước khi mang thai 4 tháng, chỉ nên cho phép phá thai trong trường hợp tính mạng của người mẹ bị nguy hiểm hoặc trong trường hợp bị cưỡng hiếp.
Một số trường phái luật Hồi giáo cho phép phá thai trong mười sáu tuần đầu của thai kỳ, trong khi những trường khác chỉ cho phép phá thai trong bảy tuần đầu của thai kỳ. Quá trình mang thai càng kéo dài, sự sai trái càng lớn. Kinh Qur'an tuyên bố không được phá thai vì sợ nghèo. Tất cả các hệ phái Hồi giáo đều chấp nhận phá thai như một biện pháp để cứu sống người mẹ.

## Do Thái giáo
Giáo lý Do Thái chính thống cho phép phá thai nếu cần thiết để bảo vệ tính mạng của thai phụ. Trong khi các phong trào Cải cách, Tái thiết và Bảo thủ công khai ủng hộ quyền được phá thai an toàn và dễ tiếp cận, thì phong trào Chính thống giáo ít thống nhất về vấn đề này. Nhiều người Do Thái Chính thống phản đối việc phá thai, ngoại trừ trường hợp cần thiết để cứu sống một người phụ nữ (hoặc theo một số người là sức khỏe của người phụ nữ).
Trong Do Thái giáo, quan điểm về phá thai chủ yếu lấy từ vào những lời dạy về pháp lý và đạo đức của Kinh Thánh Hebrew, Talmud, quyết định từng trường hợp cụ thể của responsa, và văn học giáo đoàn khác. Nói chung, người Do Thái Chính thống phản đối việc phá thai sau ngày thứ 40, với các trường hợp ngoại lệ liên quan đến sức khỏe và người Do Thái cải cách có xu hướng cho phép phá thai ở vĩ độ cao hơn. Có những phán quyết thường xuất hiện mâu thuẫn về vấn đề này. Talmud nói rằng một bào thai không phải là một con người hợp pháp cho đến khi nó được sinh ra. Kinh Torah có luật rằng, "Khi đàn ông đánh nhau, và một trong số họ xô đẩy một phụ nữ mang thai, và kết quả là sẩy thai, nhưng không có bất hạnh nào khác, người chịu trách nhiệm sẽ bị phạt... nhưng nếu bất hạnh khác xảy ra, hình phạt sẽ là mạng (nefesh) đổi mạng (nefesh). " (Exodus 21:22-25). Đó là, làm cho một người phụ nữ bị sẩy thai là một tội ác, nhưng không phải là một trọng tội vì thai nhi không được coi là người.
Kinh thánh tiếng Do Thái có một vài lần đề cập đến việc phá thai; Exodus 21: 22-25 đề cập đến hành vi sẩy thai do hành động của người khác, mà nó mô tả là một hành vi phạm tội không tử tế có thể bị phạt tiền. Sách Dân số trong Kinh thánh tiếng Do Thái mô tả Thử thách của nước đắng (sotah) được một thầy tu quản lý cho một người vợ mà chồng cho rằng cô ấy không chung thủy. Một số học giả giải thích đoạn văn bản này có liên quan đến một loại thuốc phá thai hoặc gây sẩy thai nếu một người phụ nữ mang thai con của người đàn ông khác. Học giả giáo sĩ Arnold Ehrlich giải thích thử thách sao cho nó kết thúc một cách vô hại nếu người phụ nữ chung thủy, hoặc phá thai bằng cách làm "phôi rụng".